# Rebelión de los Tres Feudatarios
La revuelta de los tres feudatarios (en chino tradicional, 三藩之亂; pinyin, Sānfān zhī luàn), también conocida como la rebelión de Wu Sangui, fue una rebelión que duró de 1673 a 1681 en la dinastía Qing (1644-1912) durante el primer reinado del emperador Kangxi (r. 1661-1722). La revuelta fue dirigida por los tres señores de los feudos en las provincias de Yunnan, Guangdong y Fujian contra el gobierno central de Qing. Estos títulos hereditarios se habían otorgado a destacados desertores chinos que habían ayudado a los manchúes a conquistar China durante la transición de Ming a Qing. Los feudatarios fueron apoyados por el Reino de Tungning de Zheng Jing en Formosa, que envió fuerzas para invadir China continental. Además, figuras militares Han menores como Wang Fuchen y los mongoles de Chahar también se rebelaron contra el gobierno de Qing. Después de que la última resistencia restante fue derrotada y los antiguos títulos principescos fueron abolidos.

## Antecedentes
En los primeros años de la dinastía Qing durante el reinado del emperador Shunzhi, la autoridad del gobierno central no era fuerte y los gobernantes no podían controlar las provincias en el sur de China directamente. El gobierno inició una política de «dejar que los chinos Han gobiernen a los chinos Han» (以 漢 制), lo que permitió que algunos generales de la antigua dinastía Ming que los habían rendido los ayudaran a gobernar las provincias del sur.
Esto se originó de las contribuciones cruciales que estos generales habían hecho en los momentos decisivos durante la conquista de China. Por ejemplo, la marina de Geng Zhongming y Shang Kexi lograron la rápida capitulación de Joseon en 1636, permitiendo un rápido avance en los territorios Ming sin preocuparse por lo que está detrás. La defección y la posterior cooperación de Wu Sangui permitieron una rápida captura y asentamiento de la capital Ming, Beijing. A cambio, el gobierno de Qing tuvo que recompensar sus logros y reconocer su influencia militar y política.
En 1655, a Wu Sangui se le otorgó el título de "príncipe Pingxi" (平西王, "príncipe Pacificador del Oeste") y se le otorgó la gobernación de las provincias de Yunnan y Guizhou. Shang Kexi y Geng Zhongming obtuvieron los títulos de "príncipe Pingnan" y "príncipe Jingnan" (ambos significan "príncipe Pacificador del Sur") respectivamente y fueron puestos a cargo de las provincias de Guangdong y de Fujian. Los tres señores tuvieron gran influencia sobre sus tierras y ejercieron un poder mucho mayor que cualquier otro gobernador regional o provincial. Tenían sus propias fuerzas militares y tenían la autoridad de alterar las tasas de impuestos en sus feudos.

## Los Tres Feudatarios

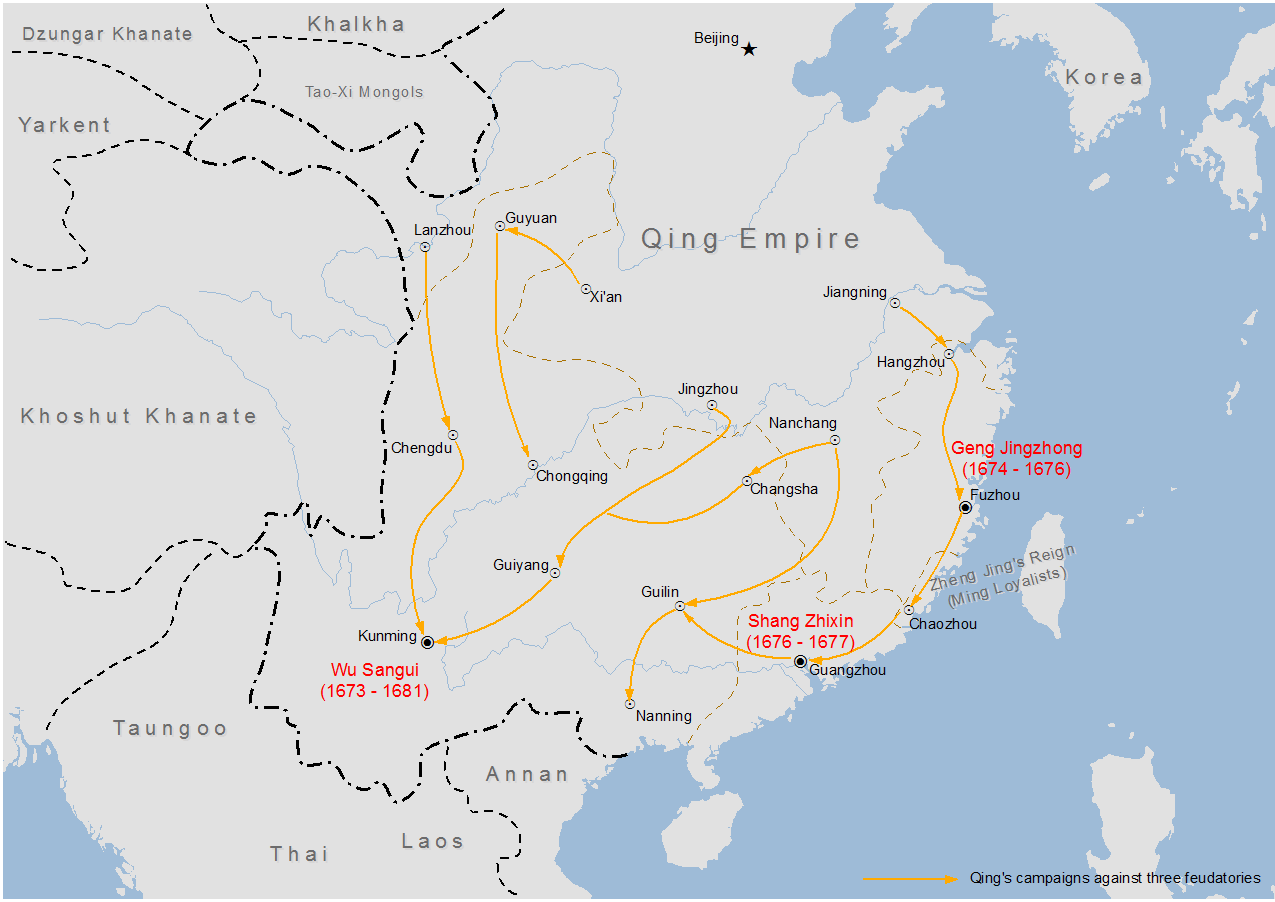
Mapa mostrando la revuelta de los de los tres feudatarios en la dinastía Qing

En Yunnan y Guizhou, Wu Sangui recibió el permiso del emperador Shunzhi para nombrar y promocionar a su propio grupo personal de funcionarios, así como el privilegio de elegir los caballos de guerra antes de los ejércitos Qing. Las fuerzas de Wu Sangui tomaron varios millones de taels de plata en pagos militares, y tomaron un tercio de los ingresos del gobierno de Qing de los impuestos. Wu también estuvo a cargo de manejar las relaciones diplomáticas del gobierno de Qing con el Dalai Lama y el Tíbet. La mayoría de las tropas de Wu eran antes las fuerzas de Li Zicheng y Zhang Xianzhong y estaban bien versadas en la guerra.
En la provincia de Fujian, Geng Jingzhong gobernó como un tirano sobre su feudo, permitiendo a sus subordinados extorsionar alimentos y dinero de la gente común. Después de la muerte de Geng, su hijo Geng Jimao heredó el título y el feudo de su padre, y luego Geng Jimao fue sucedido por su hijo Geng Jingzhong.

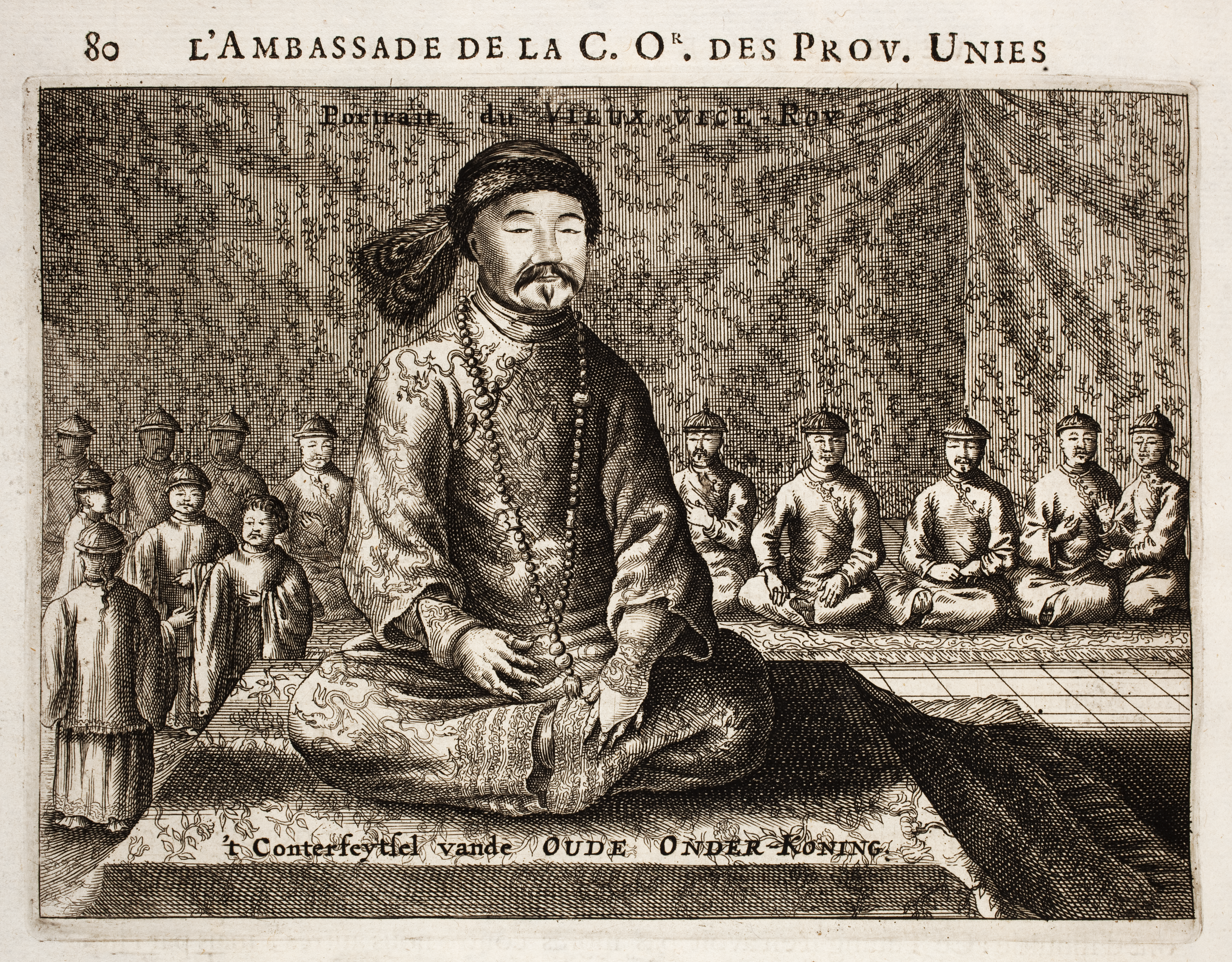
Shang Kexi, conocido por los neerlandeses como "Antiguo Vicerrey" de Guangdong, dibujado por Johan Nieuhof en 1655.

En la provincia de Guangdong, Shang Kexi gobernó su feudo de manera similar a Geng Jingzhong. En total, gran parte de los ingresos y reservas del gobierno central se gastaron en los Tres Feudatorios y sus gastos vaciaron casi la mitad de la tesorería imperial. Cuando el emperador Kangxi llegó al trono, sintió que los Tres Feudatorios representaban una gran amenaza para su soberanía y quería reducir su poder.
En 1667, Wu Sangui presentó una solicitud al emperador de Kangxi, solicitando permiso para ser relevado de sus deberes en las provincias de Yunnan y de Guizhou, bajo la premisa de que estaba enfermo, pero Kangxi, aún no estaba listo para una prueba de fuerza con él, rechazado. En 1673, Shang Kexi pidió permiso para retirarse, y en julio, Wu Sangui y Geng Jingzhong siguieron su ejemplo. [ aclaración necesaria ] Kangxi buscó el consejo de su consejo sobre el tema y recibió respuestas divididas. Algunos pensaron que los Tres Feudatarios deberían dejarse como estaban, mientras que otros apoyaron la idea de reducir los poderes de los tres señores. Kangxi se opuso a las opiniones de la mayoría en el consejo y aceptó las solicitudes de retiro de los tres señores, ordenándoles que abandonaran sus respectivos feudos y se reasentaran en Manchuria.

## Declarando la rebelión
En diciembre de 1673, Wu Sangui terminó su conexión con el imperio Qing y declaró una nueva dinastía, la Zhou, invocando el nombre de la gran dinastía pre-imperial. Instigó la rebelión bajo el lema de «oponerse a Qing y restaurar Ming» (反清 復明). Wu cortejó a los funcionarios chinos de Han para que se unieran a la rebelión restaurando las costumbres Ming y cortando las colas. Wu le ofreció la clemencia del emperador Kangxi si regresaba para salir de Beijing y regresar a la patria manchú.
Las fuerzas de Wu capturaron las provincias de Hunan y de Sichuan. En 1674, tanto Geng Jingzhong en Fujian, como después de Shan Zhixin, el hombre que masacró a Guangzhou, falleció, su hijo siguió su ejemplo en Guangdong.  Al mismo tiempo, Sun Yanling y Wang Fuchen también se sublevaron en las provincias de Guangxi y de Shaanxi. Zheng Jing, gobernante del reino de Tungning, lideró a un ejército supuestamente de 150 000 de Taiwán y desembarcó en Guangdong, Fujian y Zhejiang para luchar y unirse a las fuerzas rebeldes.

## Composición de los ejércitos Qing

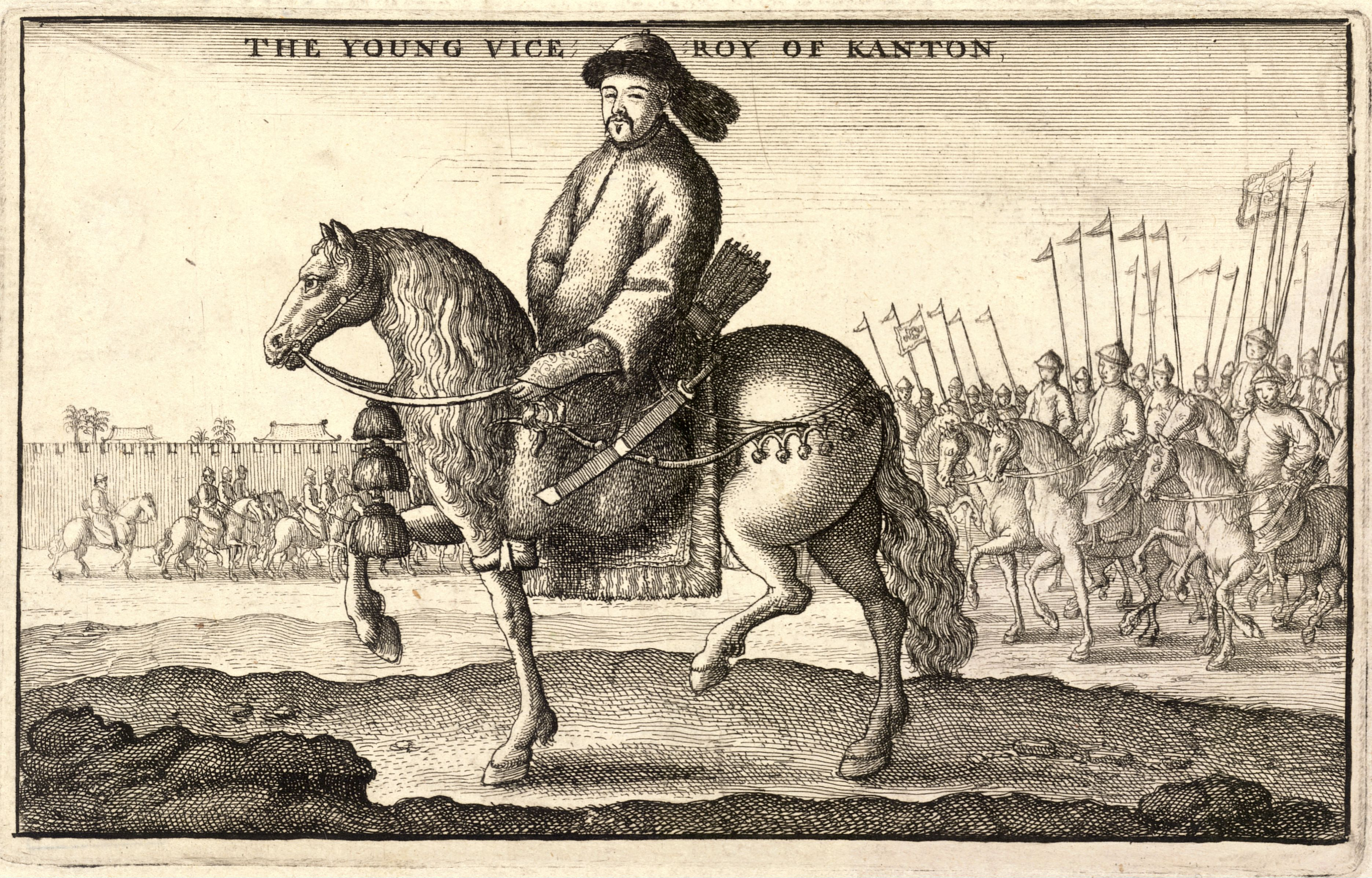
Shang Zhixin, known to the Dutch as the "Young Viceroy of Canton", armed on horseback and protected by his bodyguards.

Las fuerzas Qing fueron derrotadas inicialmente por Wu en 1673-1674. Los generales de Manchu y Bannermen fueron avergonzados por el desempeño del Ejército Verde regular han chino, que luchó mejor que ellos contra los rebeldes. Los Qing tenían el apoyo de la mayoría de los soldados chinos Han y de la élite Han, ya que no se unieron a los Tres Feudatorios. Diferentes fuentes ofrecen diferentes cuentas de las fuerzas Han y Manchu desplegadas contra los rebeldes. Según uno, 400 000 soldados del Ejército Verde Estándar y 150 000 Bannermen sirvieron en el lado Qing durante la guerra. de acuerdo con otra, 213 compañías Han Han Banner, y 527 compañías de mongoles y manchúes Banners fueron movilizadas por los Qing. Según un tercero, reunieron a los Qing un enorme ejército de más de 900 000 chinos Han del norte para luchar contra los Tres Feudatorios.
Mientras luchaban en el noroeste de China contra Wang Fuchen, los Qing pusieron a Bannermen en la retaguardia como reservas mientras utilizaban a los soldados del Ejército Verde Estándar Han Chinese y a los Generales Han chinos como Zhang Liangdong, Wang Jinbao y Zhang Yong como su principal fuerza militar. Los Qing pensaron que los soldados chinos Han eran superiores en la lucha contra otras personas Han y, por lo tanto, utilizaron al Ejército del Estándar Verde como su principal ejército contra los rebeldes en lugar de los Bannermen. Como resultado, después de 1676, la marea se volvió a favor de las fuerzas Qing. En el noroeste, Wang Fuchen se rindió después de un estancamiento de tres años, mientras que Geng Jingzhong y Shang Zhixin se rindieron a su vez cuando sus fuerzas se debilitaron.

## La campaña
En 1676, Shang Zhixin se unió a la rebelión, consolidando Guangdong bajo su gobierno y enviando tropas al norte hacia Jiangxi.
En 1677, Wu Sangui sospechaba que Sun Yanling se rendiría al Qing en Guangxi y envió a su pariente Wu Shizong, para asesinar a Sun. La esposa de Sun, Kong Sizhen, tomó el control de sus tropas después de su muerte, aunque es posible que ella ya haya tenido el control de antemano.
En el sur, Wu Sangui movió sus ejércitos hacia el norte después de conquistar Hunan, [ ¿cuándo? ] mientras que las fuerzas Qing se concentraron en recuperar a Hunan de él. En 1678, Wu finalmente se proclamó emperador de la Gran Dinastía Zhou (周) en Hengzhou (衡州; actual Hengyang, provincia de Hunan) y estableció su propia corte imperial. Sin embargo, Wu murió de una enfermedad en agosto (mes lunar) ese año y fue sucedido por su nieto Wu Shifan, quien ordenó un retiro de regreso a Yunnan. Mientras que la moral del ejército rebelde era baja, las fuerzas Qing lanzaron un ataque en Yuezhou (Y; actual Yueyang, provincia de Hunan) y lo capturaron, junto con los territorios rebeldes de Changde, Hengzhou y otros. Las fuerzas de Wu Shifan se retiraron al paso de Chenlong. Sichuan y el sur de Shaanxi fueron recuperados por el Ejército del Estándar Verde Chino de Han bajo el mando de Wang Jinbao y Zhao Liangdong en 1680, con fuerzas manchúas involucradas solo en el manejo de logística y provisiones, no en combate. En 1680, las provincias de Hunan, Guizhou, Guangxi y Sichuan fueron recuperadas por el Qing, y Wu Shifan se retiró a Kunming en octubre.
En 1681, el general Qing Zhao Liangdong propuso un ataque de tres puntas contra Yunnan, con ejércitos imperiales de Hunan, Guangxi y Sichuan. Cai Yurong, virrey de Yun-Gui, lideró el ataque a los rebeldes junto con Zhang Tai y Laita Giyesu, conquistando el Monte Wuhua y asediando a Kunming. En octubre, el ejército de Zhao Liandong fue el primero en penetrar en Kunming y los demás siguieron su ejemplo, capturando rápidamente la ciudad. Wu Shifan se suicidó en diciembre y los rebeldes se rindieron al día siguiente.
Las fuerzas de Zheng Jing fueron derrotadas cerca de Xiamen en 1680 y obligadas a retirarse a Taiwán. La victoria final sobre la revuelta fue la conquista de Qing del reino de Tungning en Taiwán. Shi Lang fue nombrado almirante de la marina Qing y lideró una invasión de Taiwán, derrotando a la armada Tungning bajo el mando de Liu Guoxuan en la batalla de Penghu. El hijo de Zheng Jing, Zheng Keshuang, se rindió en octubre de 1683, y Taiwán se convirtió en parte del Imperio Qing. Zheng Keshuang fue galardonado por el emperador Kangxi con el título "duque de Haicheng" (海澄 公) y él y sus soldados fueron incluidos en las Ocho Banderas.